# Miss Misery
Miss Misery är en låt av den amerikanske singer-songwritern Elliott Smith. Låten medverkade på soundtracket till filmen Will Hunting från 1997 och blev nominerad till en Oscar för bästa sång vid Oscarsgalan 1998.